# Campeonato Paraense Série B2
Het Campeonato Paraense Série B2 is het derde niveau van het staatskampioenschap voetbal van de Braziliaanse deelstaat Pará, georganiseerd door de voetbalbond van Pará. De competitie werd in 2023 ingevoerd. 

## Erelijst
- 2023 -  Pinheirense

## Eeuwige ranglijst
Vetgedrukt de clubs die in 2023 in de Série B2 spelen. 
| Club        | Stad       | /1 | Periode (2023) |
| ----------- | ---------- | -- | -------------- |
| Pedreira    | Belém      | 1  | 2023-          |
| Belenense   | Belém      | 1  | 2023-          |
| FC Pará     | Belém      | 1  | 2023-          |
| Vênus       | Abaetetuba | 1  | 2023-          |
| Pinheirense | Belém      | 1  | 2023-          |
| Paraense    | Marituba   | 1  | 2023-          |

Bahia · Brasília · Ceará · Goiás · Minas Gerais · Pará · Paraíba · Paraná · Pernambuco · Rio de Janeiro · Rio Grande do Sul · Santa Catarina · São Paulo